# Roro (chanson)
Pistes de Roro
Mete'W Rilaks Yo Vwe'W Ka
Roro est une chanson du groupe Expérience 7, écrite  et interprétée par Guy Houllier et composée par Yves Honoré de l'album Roro en 1985.

## Historique
La chanson raconte l'histoire de "Roro", un homme râleur, beau-parleur, susceptible, battant des femmes et s'occupant des affaires des autres.

## Musiciens
- Chant : Guy Houllier
- Chœurs : Tanya St-Val, Christiane Obydol
- Guitares : Yves Honoré
- Batterie/Percussions : Jules Houllier
- Saxophones : François Pettier
- Trombone : Lionel Jouot
- Trompettes : Patrick Artero, Philippe Slominski
- Basse : Guy Houllier